# Zambiaans voetbaldrama
Het Zambiaans voetbaldrama was een van de grootste rampen in de geschiedenis van het voetbal en speelde zich af op 27 april 1993.
Het Zambiaans voetbalelftal was op die dag onderweg naar Senegal voor een WK-kwalificatiewedstrijd. De droom van de spelers en met name sterspeler en aanvoerder Kalusha Bwalya was om ooit te kunnen deelnemen aan een mondiaal toernooi.
Het vliegtuig waarin alle selectiespelers met uitzondering van Kalusha en Charly Musonda werden vervoerd, stortte ter hoogte van Libreville in Gabon neer. Alle inzittenden kwamen hierbij om het leven.
Kalusha was op dat moment in Nederland omdat hij nog wat formaliteiten moest verrichten voor zijn club PSV. Ook Anderlecht-speler Charly Musonda ontsnapte aan de dood omdat hij op verzoek van manager Michel Verschueren thuisbleef om een wedstrijd voor zijn club te spelen.
Oorzaak van de ramp was het falen van de linkermotor, nadat er bij een testvlucht op 26 april al defecten waren gevonden. De piloot maakte vervolgens een fout en schakelde de overgebleven rechtermotor uit, waardoor het vliegtuig alle vermogen verloor. Het toestel daalde daarna totdat het 500 m uit de kust het water raakte. In een rapport van het ministerie van Defensie van Gabon dat in november 2003 werd gepubliceerd, werd ook gezegd dat de piloot moe was, omdat hij de vorige dag net was teruggevlogen uit Mauritius.

## Lijst van voetballers die stierven bij de ramp
- Efford Chabala (doelman)
- John Soko (verdediger)
- Whiteson Changwe (verdediger)
- Robert Watiyakeni (verdediger)
- Eston Mulenga (middenvelder)
- Derby Makinka (middenvelder)
- Moses Chikwalakwala (middenvelder)
- Wisdom Mumba Chansa (middenvelder)
- Kelvin Mutale (aanvaller)
- Timothy Mwitwa (aanvaller)
- Numba Mwila (middenvelder)
- Richard Mwanza (doelman)
- Samuel Chomba (verdediger)
- Moses Masuwa (aanvaller)
- Kenan Simambe (verdediger)
- Godfrey Kangwa (middenvelder)
- Winter Mumba (verdediger)
- Patrick Banda (aanvaller)

Ook bondscoach Godfrey Chitalu en Alex Chola kwamen om het leven.